# دی‌ایکس خرچنگ
دی‌ایکس خرچنگ یک ستاره متغیر کوچک است که در ناحیه مرکزی بخش شمالی صورت فلکی خرچنگ قرار دارد.

## ویژگی ظاهری
با قدر ظاهری ۱۴٫۸۱ این ستاره درخشندگی کافی را جهت مشاهده با چشم غیرمسلح ندارد. برای دیدن این ستاره باید از تلسکوپی با حداقل دیافراگم ۴۱ سانتی‌متری استفاده کرد. محیط سطحی (اتموسفر ستاره‌ای) دی‌ایکس خرچنگ دارای درجه حرارت مؤثر ۲۸۴۰ کلوین می‌باشد که در قابل یک ستاره کلاس ام رنگ خنک قرمز متمایل به نارنجی به درخشندگی آن داده می‌دهد. این ستاره یک ستاره شراره‌دار به حساب می‌آید که تغییرات تصادفی و متناوبی در درخشندگی آن ایجاد می‌گردد که می‌تواند میزان آن را تا ۵ برابر اقزایش دهد.

## موقعیت و اندازه
با کاربرد روش اختلاف‌منظر فاصله این ستاره تا زمین ۱۱٫۸۳ سال نوری اندازه‌گیری شده‌است که آن را در رتبه هجدهم نزدیک‌ترین ستاره‌ها (یا سامانه‌های ستاره‌ای) کشف شده به خورشید قرار می‌دهد. مطالعات نشان می‌دهد ستاره مورد نظر با سرعت شعاعی ۹ کیلومتر بر ثانیه در حال دور شدن از خورشید است. دی‌ایکس چرخنگ جزو ستاره‌های مرزی صورت فلکی خود (که شکل صورت فلکی به کمک آن‌ها ترسیم می‌شود) نیست اما در مجاورت آن قرار دارد. این ستاره به عنوان یک کوتوله سرخ در رشته اصلی ستارگان در رده‌بندی ستارگان در طبقه ام۶٫۵وی (M6.5V) قرار دارد. جرم این ستاره ۸٫۷ درصد جرم خورشید و شعاع آن ۱۱ درصد شعاع آن است. دی‌ایکس خرچنگ به عنوان یکی از اعضای گروه ستارگان موسوم به گروه متحرک کستور که گفته می‌شود با یک دلیل مشترک، با سرعت و جهت مشابه در حال حرکت هستند، مطرح شده‌است. دیرینه این ستاره‌ها ۲۰۰ میلیون سال برآورد می‌شود.

## فرض مجاورت با زمین
فاصله ای که سیاره ای همانند زمین در منظومه ای با دی‌ایکس خرچنگ به عنوان خورشید آن با این ستاره باید داشته باشد تا با داشتن آب مایع، مطلوب حیات آدمی شود، کمتر از ۰٫۰۴ واحد نجومی است. در این فاصله برای حفظ ثبات، سرعت گردش زمین به دور این خورشید به اندازه ای باید باشد که هر سال (مدت خرچش به دور این خورشید) در کمتر از ۱۰ ساعت به پایان برسد. همچنین در این فاصله نیروی کشندی ستاره مذکور باعث قفل گرانشی زمین می‌گردد؛ بدین معنا که همواره یک طرف زمین به طرف آن بوده (هواره روشن) و طرف دیگر همواره در تاریکی قرار می‌گرفت. از طرفی سرخی نور دی‌ایکس خرچنگ موجب می‌شد گیاهان زمینی به خوبی قادر به فتوسنتز نشوند. در صورت چنین شرایطی این ستاره با قطر زاویه‌ای ۱۵ درجه از روی زمین قابل مشاهده بود. (قطر زاویه خورشید ۰٫۵ درجه می‌باشد)